# Saint-Luperce
Saint-Luperce is een gemeente in het Franse departement Eure-et-Loir (regio Centre-Val de Loire). De plaats maakt deel uit van het arrondissement Chartres. Saint-Luperce telde op 1 januari 2022 994 inwoners.

## Geografie
De oppervlakte van Saint-Luperce bedroeg op 1 januari 2022 14,35 vierkante kilometer; de bevolkingsdichtheid was toen 69,3 inwoners per km².

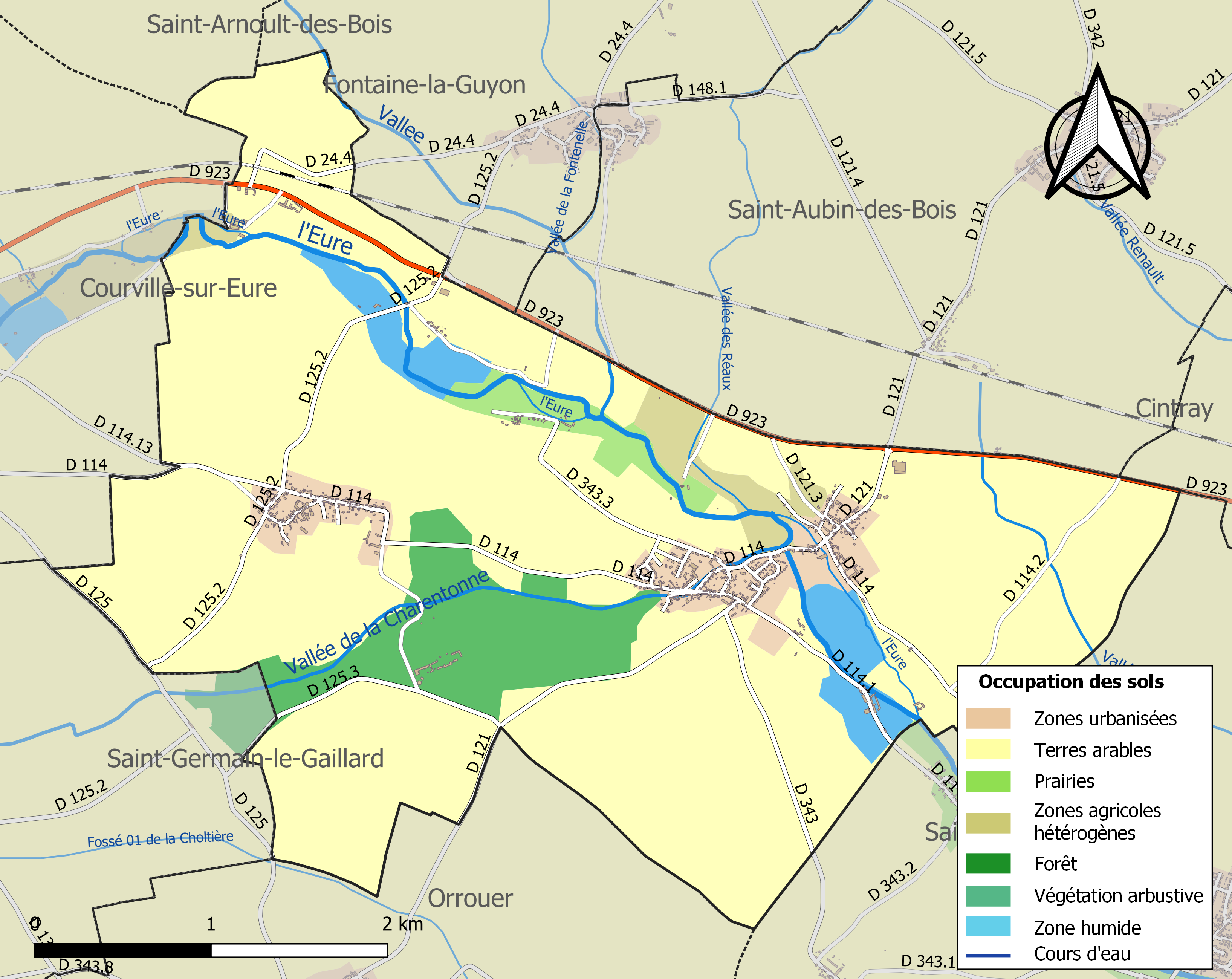
Kaart van de gemeente met belangrijkste infrastructuur, bodemgebruik en omliggende gemeenten

## Demografie
Onderstaande figuur toont het verloop van het inwonertal (bron: INSEE-tellingen).